# Teidefink

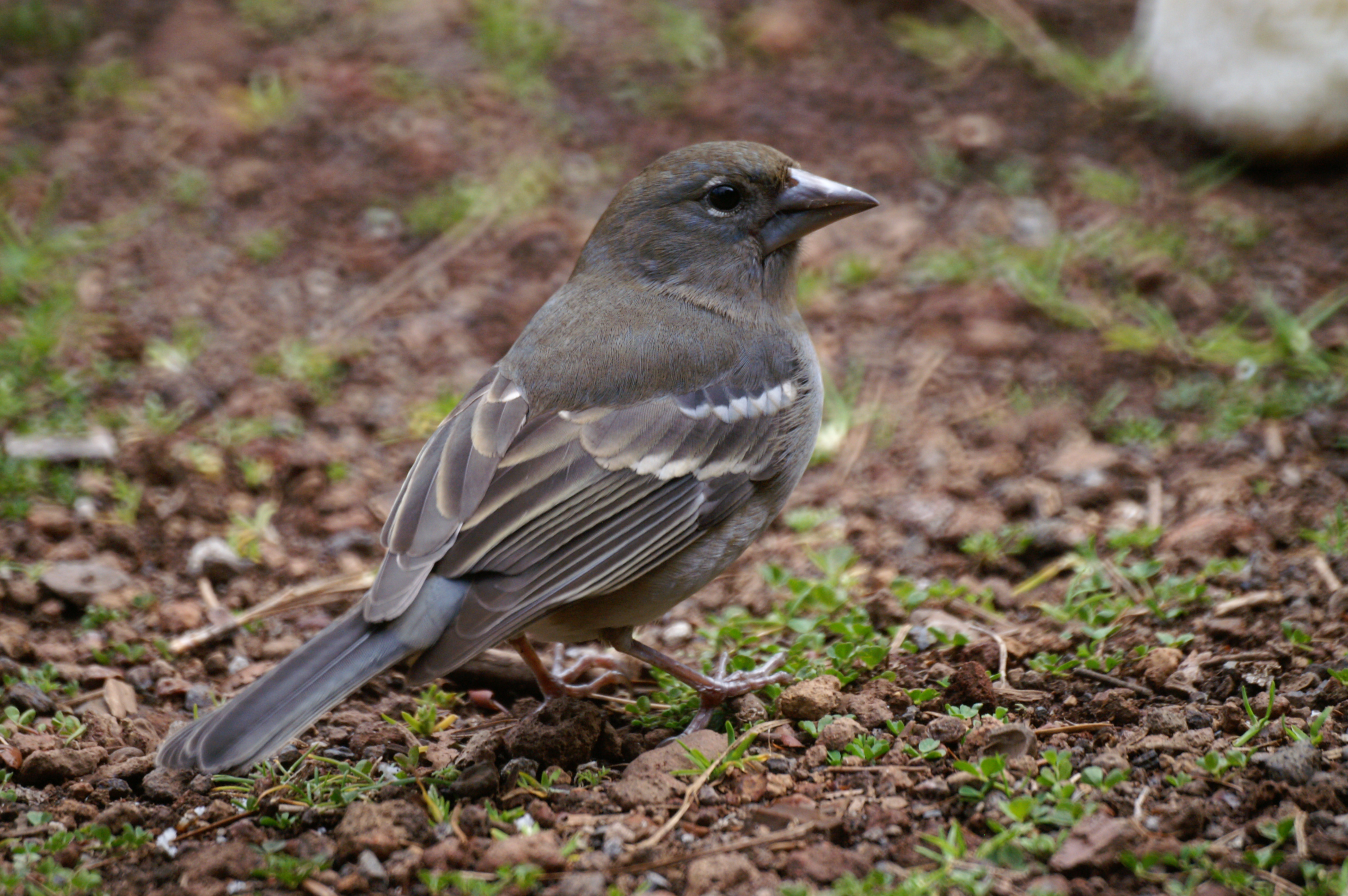
Teidefinkweibchen

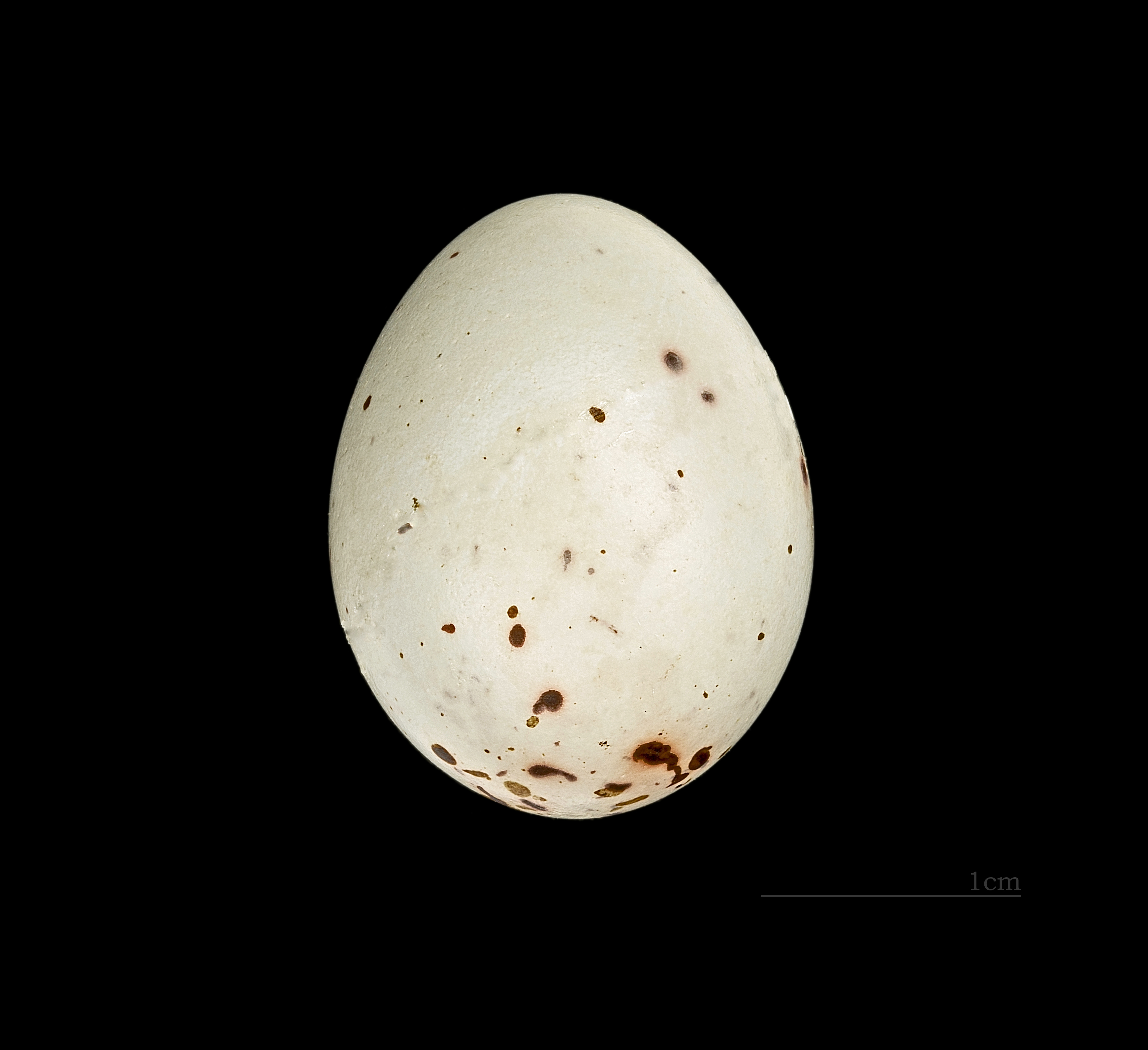
Ei des Teidefinks

Der Teidefink (Fringilla teydea), früher auch Teydefink, ist ein zur Familie der Finken (Fringillidae) gehöriger Singvogel. Er wurde nach dem höchsten Berg der Insel Teneriffa, dem Schichtvulkan Teide, benannt und ist das Tiersymbol der Insel Teneriffa.

## Merkmale
Mit einer Länge von 16 bis 18 Zentimeter ist der Teidefink sichtbar größer als der Buchfink. Der Schnabel, der Kopf und die Brust sind kräftiger als beim Buchfink.
Die Zeichnung des Gefieders ist unscheinbar. Die Flügel weisen zwei schmale, grauweiße Binden auf, die durch die hellen Endsäume der mittleren und großen Armdecken entstehen. Der dunkle Schwanz enthält kein Weiß.
Das Männchen hat einen blaugrauen Kopf und Mantel (oberer Rücken), die Kehle, Brust und Flanken sind heller bleigrau. Die Unterschwanzdecken sind weiß. Das Weibchen hat eine braungraue Oberseite und eine grauweiße Unterseite.

## Verbreitung
Der Teidefink ist eine endemische Vogelart der Insel Teneriffa. Er gilt als potentiell gefährdet und steht auf den Kanaren seit 1980 unter Schutz. Die kleine Population auf Gran Canaria wurde traditionell als  Unterart Fringilla teydea polatzeki angesehen. Neuere Forschungen aus dem Jahr 2016 legen jedoch nahe, diese als eigenständige Art Fringilla polatzeki auszugliedern. Die (Unter-)Art wird aufgrund ihrer Seltenheit als stark gefährdet eingestuft.
Der Teidefink ist die Schwesterart des Buchfinken.

## Stimme
Der Ruf ist ein zweisilbiges „tjrooit“, mit leicht quietschendem Klang. Der Gesang ist kürzer und weniger kraftvoll als beim Buchfink und wird zum Ende hin langsamer. Er besteht aus mehreren absteigenden und etwas rau klingenden Tönen, von denen der Letzte langgezogen wird. Z. B. „sitt-itt-sitt-rüha-rüha-rrüüAAH“.

## Lebensraum
Der Lebensraum sind Kiefernwälder. In diesen findet die Brut in 1200 bis 1800 Meter Höhe statt. Die Nahrungssuche erfolgt ebenfalls in Kiefernwäldern, teilweise an Berghängen mit dichtem Buschbestand, in harten Wintern auch in Kulturlandschaften bis hinunter in 500 Meter Höhe.